# Мілан Трнений
Мілан Трнений (Milan Trněný; нар. 6 березня 1971) — колишній чехословацький тенісист.
Найвищу одиночну позицію світового рейтингу — 471 місце досяг 11 вересня 1995, парну — 264 місце — 21 червня 1993 року.

## Фінали ATP Челленджер

### Парний розряд: 1 (0–1)
| Результат | Ранг | Дата     | Турнір        | Покриття | Партнер        | Суперники                   | Рахунок  |
| --------- | ---- | -------- | ------------- | -------- | -------------- | --------------------------- | -------- |
| Поразка   | 1.   | Сер 1992 | Ґрац, Австрія | Ґрунт    | Роберт Новотни | Давід Пріносіл Ріхард Вогел | 3–6, 4–6 |